# İdrisyayla, Seyitgazi
İdrisyayla là một xã thuộc huyện Seyitgazi, tỉnh Eskişehir, Thổ Nhĩ Kỳ. Dân số thời điểm năm 2011 là 85 người.